# Llanllyfni
Llanllyfni är en community i Storbritannien.   Den ligger i kommunen Gwynedd och riksdelen Wales, i den sydvästra delen av landet, 300 km nordväst om huvudstaden London.
I communityn finns förutom byn Llanllfyni även byarna Penygroes och Talysarn.